# Enicospilus riukiuensis
Enicospilus riukiuensis là một loài tò vò trong họ Ichneumonidae.